# Drones (album van Muse)
Drones is het zevende studioalbum van de Britse rockband Muse. Het album werd in juni 2015 door Warner Bros. Records en Helium 3 uitgebracht. Het conceptalbum gaat over iemand die door indoctrinatie verandert in een menselijke drone. Matthew Bellamy, zanger en gitarist van de band, omschrijft het album als "een moderne metafoor voor wat het is om empathie te verliezen". Het album kwam binnen op plaats nummer 1 in zowel de Britse Albumlijst als de Nederlandse Album top 100.
Het album is tussen oktober 2014 en april 2015 in The Warehouse Studio in Vancouver opgenomen en is geproduceerd door Robert Lange in samenwerking met de band. De albumhoes is ontworpen door de Amerikaanse illustrator Matt Mahurin.

## Achtergrond
Op de vorige albums The Resistance uit 2009 en The 2nd Law uit 2012 experimenteerde de band veel met orkestrale en elektronische muziek. In december 2013 volgde Live at Rome Olympic Stadium, een live-registratie van hun concert in het Olympisch Stadion van Rome. Bellamy vertelde in een interview dat deze registratie hun uitersten liet zien, aangezien ze in de toekomst een andere richting willen opzoeken.
Vlak na het concert in Rome begon de band aan het nieuwe studioalbum. Bellamy gaf al gauw aan dat het album niet de muziek zal bevatten waar de band op de vorig twee studioalbums mee heeft geëxperimenteerd. De band wilde graag terug naar de basis, die bestond uit gitaar, basgitaar en drums.
In oktober 2014 nam de band zijn intrek in The Warehouse Studio. Anders dan de vorige twee albums, die Muse zelf geproduceerd heeft, besloten de bandleden om samen te werken met Robert Lange. De eerste opnamesessie duurde tot 18 oktober 2014. In november 2014 begon de tweede opnamesessie. Het mixen van het album werd voltooid op 1 april 2015.

## Muziek
| 1.                 | Dead Inside      | 4:22  |
| 2.                 | [Drill Sergeant] | 0:21  |
| 3.                 | Psycho           | 5:16  |
| 4.                 | Mercy            | 3:51  |
| 5.                 | Reapers          | 5:59  |
| 6.                 | The Handler      | 4:33  |
| 7.                 | [JFK]            | 0:54  |
| 8.                 | Defector         | 4:33  |
| 9.                 | Revolt           | 4:05  |
| 10.                | Aftermath        | 5:47  |
| 11.                | The Globalist    | 10:07 |
| 12.                | Drones           | 2:49  |
| Totale duur: 52:40 |                  |       |

| 1.                 | Psycho (live, Barrowland Ballroom)             | 5:44  |
| 2.                 | Dead Inside (live, Brighton Dome)              | 4:38  |
| 3.                 | The Handler (soundcheck, The Great Hall)       | 4:45  |
| 4.                 | Reapers (live, The Great Hall)                 | 6:18  |
| 5.                 | The Globalist en Defector (achter de schermen) | 10:00 |
| Totale duur: 32:57 |                                                |       |

## Medewerkers

### Muse
- Matthew Bellamy – zang, gitaar, piano, keyboards, strijkersarrangementen, productie
- Christopher Wolstenholme – basgitaar, achtergrondzang, productie
- Dominic Howard – drums, productie

### Extra medewerkers
- Will Leon Thompson – dialoog op [Drill Sergeant] en Psycho (als drill sergeant)
- Michael Shiloah – dialoog op [Drill Sergeant] en Psycho (als rekruut)
- John F. Kennedy – geluidsopnamen van speech in 1961 op [JFK] en Defector

### Productiemedewerkers
- Robert Lange – productie, extra achtergrondzang op Aftermath
- Matt Mahurin – albumhoes en illustraties
- Tommaso Colliva – opname, extra productie
- Rich Costey - mixen, extra productie
- Giovanni Versari - mastering (behalve Dead Inside)
- Bob Ludwig - mastering van Dead Inside